# Louis Systermans
Louis Dieudonné Oscar Systermans (Luik, 21 oktober 1830 - Sint-Gillis, 23 september 1888) was een Belgisch volksvertegenwoordiger.

## Levensloop
Systermans was een zoon van de handelaar Jean Systermans en van Félicité Delise. Hij trouwde met Céline Depage.
Hij was brouwer, als bestuurder van de vennootschap Systermans Frères, Brasseurs. Hij werd voorzitter van de Algemene Vereniging van Belgische Brouwers.
Op 10 juni 1884 werd hij verkozen tot onafhankelijk volksvertegenwoordiger voor het arrondissement Brussel en vervulde dit mandaat tot in 1888.